# Asian Cup 1995
Der Asian Cup 1995 im Badminton fanden vom 14. bis zum 18. Juni 1995 im Xinxing Gymnasium in Qingdao statt. Das Preisgeld betrug 130.000 US-Dollar.

## Sieger und Platzierte
| Disziplin    | Gold                      | Silber                      | Bronze                         |
| ------------ | ------------------------- | --------------------------- | ------------------------------ |
| Herreneinzel | Joko Suprianto            | Sun Jun                     | Park Sung-woo                  |
| Herreneinzel | Joko Suprianto            | Sun Jun                     | Hermawan Susanto               |
| Dameneinzel  | Bang Soo-hyun             | Mia Audina                  | Han Jingna                     |
| Dameneinzel  | Bang Soo-hyun             | Mia Audina                  | Somhasurthai Jaroensiri        |
| Herrendoppel | Huang Zhanzhong Jiang Xin | Cheah Soon Kit Yap Kim Hock | Ade Sutrisna Candra Wijaya     |
| Herrendoppel | Huang Zhanzhong Jiang Xin | Cheah Soon Kit Yap Kim Hock | Rudy Gunawan Bambang Suprianto |
| Damendoppel  | Ge Fei Gu Jun             | Gil Young-ah Jang Hye-ock   | Qin Yiyuan Tang Yongshu        |
| Damendoppel  | Ge Fei Gu Jun             | Gil Young-ah Jang Hye-ock   | Finarsih Lili Tampi            |
| Mixed        | Liu Jianjun Sun Man       | Kim Dong-moon Gil Young-ah  | Tri Kusharyanto Minarti Timur  |
| Mixed        | Liu Jianjun Sun Man       | Kim Dong-moon Gil Young-ah  | Ha Tae-kwon Kim Shin-young     |

## Finalergebnisse
| Disziplin    | Sieger                    | Finalist                    | Ergebnis           |
| ------------ | ------------------------- | --------------------------- | ------------------ |
| Herreneinzel | Joko Suprianto            | Sun Jun                     | 15–7, 15–8         |
| Dameneinzel  | Bang Soo-hyun             | Mia Audina                  | 1–11, 11–2, 13–12  |
| Herrendoppel | Huang Zhanzhong Jiang Xin | Cheah Soon Kit Yap Kim Hock | 15–10, 15–11       |
| Damendoppel  | Ge Fei Gu Jun             | Gil Young-ah Jang Hye-ock   | 15–7, 18–17        |
| Mixed        | Liu Jianjun Sun Man       | Kim Dong-moon Gil Young-ah  | 15–11, 7–15, 15–10 |

## Halbfinalresultate
| Disziplin    | Sieger                      | Gegner                         | Ergebnis          |
| ------------ | --------------------------- | ------------------------------ | ----------------- |
| Herreneinzel | Joko Suprianto              | Park Sung-woo                  | 9–15, 17–14, 15–1 |
| Herreneinzel | Sun Jun                     | Hermawan Susanto               | 1–15, 15–5, 17–14 |
| Dameneinzel  | Bang Soo-hyun               | Han Jingna                     | –, –              |
| Dameneinzel  | Mia Audina                  | Somhasurthai Jaroensiri        | 8–11, 11–5, 11–3  |
| Herrendoppel | Huang Zhanzhong Jiang Xin   | Ade Sutrisna Candra Wijaya     | –, –              |
| Herrendoppel | Cheah Soon Kit Yap Kim Hock | Rudy Gunawan Bambang Suprianto | 15–6, 17–14       |
| Damendoppel  | Ge Fei Gu Jun               | Qin Yiyuan Tang Yongshu        | –, –              |
| Damendoppel  | Gil Young-ah Jang Hye-ock   | Finarsih Lili Tampi            | 15–6, 8–15, 15–7  |
| Mixed        | Liu Jianjun Sun Man         | Tri Kusharyanto Minarti Timur  | 15–13, 15–5       |
| Mixed        | Kim Dong-moon Gil Young-ah  | Ha Tae-kwon Kim Shin-young     | –, –              |